# Ebara-ji
Ebara-ji (家原寺) és un temple budista a Nishi-ku, Sakai, Osaka, Japó. Està afiliat a Kōyasan Shingon-shū. La icona central és el Bodhisattva, Monju (Manjusri).

## Història
Segons la llegenda del temple, el temple va ser fundat l'any 704. Va ser el lloc de naixement del monjo budista Gyōki.
Un incendi important va afectar el temple l'any 1567.

## Pelegrinatges
- Tretze llocs budistes d'Osaka #3
- 18 antigues pagodes #1
- Saigoku Yakushi 49 llocs sagrats #15